# Theodor Döring (Chemiker)
Theodor Döring (* 11. Juni 1873 in Freiberg; † 4. November 1947 ebenda) war ein deutscher Chemiker.
Döring studierte an der Bergakademie Freiberg und wurde 1901 an der Universität Erlangen promoviert (Der Einfluss des Kobalthydroxyds auf die Einwirkung der Halogene auf Kalilauge). Danach war er wieder an der Bergakademie als wissenschaftlicher Assistent, nach der Habilitation 1902 als Privatdozent (Habilitationsschrift: Das chemische Verhalten des auf aluminothermischem Wege dargestellten Chroms gegen Chlorwasserstoffsäure) und im selben Jahr außerordentlicher Professor, als Otto Brunck der Nachfolger von Clemens Winkler als Lehrstuhlinhaber wurde. 1909 wurde er Professor auf dem neu geschaffenen Lehrstuhl für Angewandte Chemie an der Bergakademie. 1940 wurde er emeritiert.
Er befasste sich mit technischer und analytischer Chemie.  Nach Helmut Werner waren sowohl Döring als auch Brunck ganz auf dem Gebiet analytischer Chemie im Sinn von Winkler tätig und vernachlässigten die Anorganische Chemie an der Bergakademie, was sich erst 1935 mit der Ernennung von Robert Höltje als Nachfolger von Brunck änderte.
1908 bis 1926 war er Mitarbeiter der Chemikerzeitung.

## Schriften (Auswahl)
- Analytische Chemie, Dresden: Steinkopff 1921